# Contea di Riverside
La contea di Riverside (Riverside County in inglese) è una contea dello Stato della California, negli Stati Uniti. La popolazione al censimento del 2010 era di 2 189 641 abitanti. Il capoluogo di contea è Riverside. La contea rientra nell'area metropolitana conosciuta come Inland Empire.

## Geografia fisica
La contea si trova nel sud dello Stato, nella regione della California meridionale, al confine con l'Arizona. L'U.S. Census Bureau certifica che l'estensione della contea è di 18.915 km², di cui 18.667 km² composti da terra e i rimanenti 248 km² composti di acqua.
Il fiume Colorado segna il confine con l'Arizona. La parte occidentale è chaparral, mentre la parte centrale e orientale hanno un territorio prevalentemente desertico e montuoso. Nella contea si trovano i monti Santa Rosa e i deserti del Mojave e del Colorado. La valle di Coachella si trova nel centro-est della contea. Parte dell lago Salton si trova nel sud della contea. Gran parte del parco nazionale del Joshua Tree è compreso nei confini della contea.
La contea è sede di diverse università e college, tra cui l'Università della California - Riverside.
Nella contea si trovano 12 riserve, una delle contee con il maggior numero:
- Riserva Agua Caliente
- Riserva Augustine
- Riserva Cabazon
- Riserva Cahuilla
- Riserva Colorado River
- Riserva Morongo
- Riserva Pechanga
- Ramona Village
- Riserva Santa Rosa
- Soboba Band of Mission Indians
- Riserva Torres-Martinez
- Riserva Twenty-Nine Palms

La Contea di Riverside è nell'entroterra di Los Angeles e in anni recenti molti abitanti della metropoli - soprattutto appartenenti alle classi lavoratrici e delle piccole professioni - si sono trasferiti in questa contea, attratti dai più bassi costi delle abitazioni. Insieme alla vicina Contea di San Bernardino, la Contea di Riverside è una delle zone a più alta crescita demografica nella Greater Los Angeles.

### Contee confinanti
- Contea di San Bernardino - nord
- Contea di La Paz (Arizona) - est
- Contea di Imperial - sud
- Contea di San Diego - sud
- Contea di Orange - ovest

## Storia
La contea di Riverside fu costituita nel 1893 da parte dei territori delle contee di San Bernardino e di San Diego. Deve il suo nome all'omonima città capoluogo, così chiamata per il canale del fiume Santa Ana.

## Comuni[6]

### Cities
| - Banning - Beaumont - Blythe - Calimesa - Canyon Lake - Cathedral City - Coachella - Corona - Desert Hot Springs - Eastvale | - Hemet - Indian Wells - Indio - Jurupa Valley - La Quinta - Lake Elsinore - Menifee - Moreno Valley - Murrieta - Norco | - Palm Desert - Palm Springs - Perris - Rancho Mirage - Riverside (capoluogo) - San Jacinto - Temecula - Wildomar |

### Census-designated places
| - Aguanga - Anza - Bermuda Dunes - Cabazon - Cherry Valley - Coronita - Desert Center - Desert Edge - Desert Palms - East Hemet - El Cerrito - El Sobrante - French Valley - Garnet - Good Hope - Green Acres | - Highgrove - Home Gardens - Homeland - Idyllwild-Pine Cove - Indio Hills - Lake Mathews - Lake Riverside - Lakeland Village - Lakeview - March ARB - Mead Valley - Meadowbrook - Mecca - Mesa Verde - Mountain Center - North Shore | - Nuevo - Oasis - Ripley - Romoland - Sage - Sky Valley - Temescal Valley - Thermal - Thousand Palms - Valle Vista - Vista Santa Rosa - Warm Springs - Whitewater - Winchester - Woodcrest |

## Infrastrutture e trasporti

### Principali strade ed autostrade
| - Interstate 10 - Interstate 15 - Interstate 215 - U.S. Highway 95 - California State Route 60 | - California State Route 62 - California State Route 71 - California State Route 74 - California State Route 78 - California State Route 79 | - California State Route 86 - California State Route 91 - California State Route 111 - California State Route 177 |